# Kanton Châtillon
Kanton Châtillon is een kanton van het Franse departement Hauts-de-Seine. Kanton Châtillon maakt deel uit van het arrondissement Antony en telt 61.919 inwoners in 2017.

## Gemeenten
Het kanton Châtillon omvatte tot 2014 enkel de gemeente:Châtillon.
Door de herindeling van de kantons bij decreet van 24 februari 2014, met uitwerking in maart 2015, werd de gemeente Fontenay-aux-Roses aan het kanton toegevoegd.